# نمایشگاه بین‌المللی خودروی نیویورک
نمایشگاه بین‌المللی خودروی نیویورک (به انگلیسی: New York International Auto Show) (اختصاری NYIAS) یک نمایشگاه خودرو است که به‌طور سالانه در اواخر ماه مارس یا اوایل ماه آوریل در منهتن و در مرکز کنوانسیون جیکوب ژاویتز برگزار می‌شود. این نمایشگاه معمولاً در آخر هفتهٔ عید پاک یا قبل از آن آغاز شده و در اولین یکشنبهٔ پس از عید پاک پایان می‌یابد. در سال ۲۰۱۸ این نمایشگاه از تاریخ ۳۰ مارس تا ۸ آوریل برپا شد.
این رویداد، که اولین نمایشگاه خودروی برگزارشده در آمریکای شمالی است، از سال ۱۹۰۰ میلادی تا کنون به صورت سالانه برگزار شده‌است.
کولیسیوم نیویورک از سال ۱۹۵۶ تا ۱۹۸۷ میزبان این نمایشگاه بود؛ در سال ۱۹۸۷ محل برگزاری این نمایشگاه به مرکز ژاویتز انتقال یافت.
هر سال پیش از آغاز این نمایشگاه، شرکت‌های خودروسازی محصولات تولیدی و مفهومی خود را از طریق رسانه‌ها معرفی می‌کنند. علاوه بر این، اتحادیه کلان فروشندگان خودروی نیویورک (GNYADA) و اتحادیه بین‌المللی خبرگزاری‌های موتوری (IMPA) میزبان رویدادها و گردهمایی‌های شرکت‌های خودروسازی هستند.
علاوه بر برنامه‌های منحصر به فرد، رویدادهایی نظیر کنفرانس‌های مرتبط با خودرو، انجمن‌ها، سمپوزیومها، و جلسات دیگری نیز در این نمایشگاه برگزار می‌شوند. سهم این رویداد نمایشگاهی در اقتصاد شهر و ایالت نیویورک، صدها میلیون دلار تخمین زده می‌شود.

## دهه ۲۰۱۰

### ۲۰۱۹
نمایشگاه سال ۲۰۱۸ از تاریخ ۱۹ تا ۲۸ آوریل برگزار شد. روزهای ویژه بررسی رسانه‌ها نیز در تاریخ ۱۷ و ۱۸ آوریل برگزار شدند.

#### معرفی خودروهای تولیدی

##### رونمایی جهانی
- آکورا تی‌ال‌ایکس نسخه پی‌ام‌سی ۲۰۲۰[۸]
- اینفینیتی کیو۵۰ نسخه سیگناچر ۲۰۱۹[۹]
- پورشه ۹۱۱ (۹۹۱) اسپیدستر ۲۰۱۹[۱۰]
- تویوتا هایلندر ۲۰۲۰[۱۱]
- تویوتا یاریس هاچ‌بک ۲۰۲۰[۱۲]
- دوج چلنجر و دوج چارجر نسخه استارز اند استرایپس ۲۰۱۹[۱۳]
- رم ۲۵۰۰اچ‌دی/۳۵۰۰اچ‌دی نسخه کنتاکی دربی ۲۰۱۹[۱۴]
- سوبارو اوت‌بک ۲۰۲۰[۱۵]
- فورد اسکیپ ۲۰۲۰[۱۶]
- فورد موستانگ نسخه ۲٫۳ لیتری اکوبوست با عملکرد بالا ۲۰۲۰[۱۷]
- فیات ۱۲۴ اسپایدر نسخه اربانا ۲۰۱۹[۱۸]
- کادیلاک سی‌تی۵ ۲۰۲۰[۱۹]
- کیا استینگر جی‌تی‌اس ۲۰۱۹[۲۰]
- کیانتو کی۵۰ ئی‌وی ۲۰۲۰[۲۱]
- لینکلن کراس‌ایر ۲۰۲۰[۲۲]
- مرسدس-آام‌گ ای۳۵ سدان ۲۰۲۰[۲۳]
- مرسدس-آام‌گ جی‌ال‌سی۶۳ ۲۰۲۰ (تغییر چهره)[۲۴]
- مرسدس-آام‌گ سی‌ال‌ای۳۵ ۲۰۲۰[۲۵]
- مرسدس-بنز کلاس-جی‌ال‌اس ۲۰۲۰[۲۶]
- مرسدس-بنز کلاس-جی‌ال‌سی کوپه (تغییر چهره) ۲۰۲۰[۲۷]
- مرسدس-بنز ئی‌کیوسی ۲۰۲۰ نسخه ۱۸۸۶[۲۸]
- نیسان ۳۷۰زد و جی‌تی-آر نسخه پنجاهمین سالگرد ۲۰۲۰[۲۹]
- نیسان ورسا ۲۰۲۰[۳۰]
- هیوندای ونیو ۲۰۲۰[۳۱]

##### رونمایی در آمریکای شمالی
- آلفا رومئو جیولیا و استلویو نسخه ان‌رینگ ۲۰۱۹[۳۲]
- آئودی آر۸ (تغییر چهره) و آر۸ وی۱۰ دیسنیوم ۲۰۲۰[۳۳]
- آئودی تی‌تی آراس (تغییر چهره) ۲۰۱۹[۳۴]
- آئودی کیو۳ ۲۰۱۹[۳۵]
- بوگاتی شیرون اسپورت «۱۱۰ آنس بوگاتی» ۲۰۲۰[۷]
- جگوار ایکس‌ئی (تغییر چهره) ۲۰۲۰[۷]
- جنسیس جی ۹۰ (تغییر چهره) ۲۰۲۰[۳۶]
- رنجروور ولار اس‌وی‌اتوبیوگرافی[۷]
- کوئنیگزگ جسکو ۲۰۲۰[۷]
- مزدا سی‌ایکس-۵ سیگناچر تمام‌چرخ محرک دیزل[۳۷]
- هیوندای سوناتا ۲۰۲۰[۳۸]

#### معرفی خودروهای مفهومی

##### رونمایی جهانی
- جنسیس مینت[۳۹]
- فولکس‌واگن اطلس بیس‌کمپ مفهومی[۴۰]
- کیا هابانیرو[۴۱]

##### رونمایی در آمریکای شمالی
- فولکس‌واگن آی‌دی باگی[۴۲]
- فولکس‌واگن تاروک مفهومی[۴۳]

### ۲۰۱۸
نمایشگاه سال ۲۰۱۸ از تاریخ ۳۰ مارس تا ۸ آوریل برگزار شد. روزهای ویژه بررسی رسانه‌ها نیز در تاریخ ۲۸ و ۲۹ مارس برگزار شدند.

#### معرفی خودروهای تولیدی

##### رونمایی جهانی
- آکورا آردی‌ایکس ۲۰۱۹ (نسخهٔ تولیدی)[۴۴]
- آکورا ام‌دی‌ایکس آ-اسپک ۲۰۱۹[۴۵]
- آلفا رومئو جیولیا و استلویو نرو ادیزیون ۲۰۱۸[۴۶]
- آئودی آراس۵ اسپورت‌بک ۲۰۱۹[۴۷]
- اینفینیتی کیوایکس۶۰ و کیوایکس۸۰ نسخهٔ محدود ۲۰۱۹[۴۸]
- تویوتا راو ۴ ۲۰۱۹[۴۹]
- تویوتا یاریس سدان (تغییر جهره) ۲۰۱۹[۵۰]
- جگوار اف-پیس اس‌وی‌آر ۲۰۱۹[۵۱]
- جی‌ام‌سی اکیدیا و ترین نسخهٔ بِلَک ۲۰۱۹[۵۲]
- جی‌ام‌سی سیرا ای‌تی۴ ۲۰۱۹[۵۳]
- سوبارو فورستر ۲۰۱۹[۵۴]
- فورد فیوژن (تغییر چهره) ۲۰۱۹[۵۵]
- فیات ۵۰۰ نسخهٔ اربانا ۲۰۱۸[۵۶]
- کادیلاک ایکس‌تی۴ ۲۰۱۹[۵۷]
- کادیلاک سی‌تی۶ (تغییر چهره) ۲۰۱۹[۵۸]
- کیا سدونا (تغییر چهره) ۲۰۱۹[۵۹]
- کیا کی۹۰۰ ۲۰۱۹[۶۰]
- مازراتی لوانته تروفئو ۲۰۱۹[۶۱]
- مرسدس-بنز کلاس-سی کوپه و کروکی (تغییر چهره) ۲۰۱۹[۶۲]
- مرسدس-آام‌گ سی۴۳ کوپه و کروکی (تغییر چهره) ۲۰۱۹[۶۳]
- مرسدس-آام‌گ سی۶۳ و سی۶۳ اس (تغییر چهره) ۲۰۱۹[۶۴]
- مزدا سی‌ایکس-۳ (تغییر چهره) ۲۰۱۹[۶۵]
- نیسان آلتیما ۲۰۱۹[۶۶]
- هوندا این‌سایت (نسخهٔ تولیدی) ۲۰۱۹[۶۷]
- هیوندای توسان (تغییر چهره) ۲۰۱۹[۶۸]

##### رونمایی در آمریکای شمالی
- آئودی آر۸ سری-محور-عقب (آردبلیواس) ۲۰۱۹[۶۹]
- آئودی ای۶ ۲۰۱۹[۷۰]
- ب‌ام‌و ایکس۴ ۲۰۱۹[۷۱]
- بوگاتی شیرون اسپورت ۲۰۱۹[۷۲]
- پورشه ۹۱۱ جی‌تی۳ آراس (تغییر چهره) ۲۰۱۹[۷۳]
- تویوتا کرولا هاچ‌بک ۲۰۱۹[۷۴]
- جگوار آی-پیس ۲۰۱۹[۷۵]
- جنسیس جی۷۰ ۲۰۱۹[۷۶]
- ریمک سی_تو ۲۰۱۹[۷۰]
- فولکس‌واگن آرتئون پکیج آر-لاین ۲۰۱۹[۷۷]
- کیا اپتیما (تغییر چهره) ۲۰۱۹[۷۸]
- لامبورگینی اوراکان پرفومانته اسپایدر ۲۰۱۹[۷۹]
- لکسوس آرسی اف اسپورت بلک لاین ۲۰۱۹[۸۰]
- لکسوس یوایکس ۲۰۱۹[۸۰]
- لندروور رنج‌روور اس‌وی کوپه ۲۰۱۹[۷۰]
- مرسدس-آام‌گ جی۶۳ ۲۰۱۹[۸۱]
- مرسدس-آام‌گ جی‌تی ۴ در کوپه ۲۰۱۹[۷۰]
- ولوو ایکس‌سی۴۰ اینسکریپشن ۲۰۱۹[۸۲]
- ولوو وی۶۰ ۲۰۱۹[۷۰]
- هیوندای سانتافه ۲۰۱۹[۸۳]
- هیوندای کونا الکتریک ۲۰۱۹[۸۴]

#### معرفی خودروهای مفهومی

##### رونمایی جهانی
- جنسیس اسنشیا[۸۵]
- فولکس‌واگن اطلس کراس اسپورت مفهومی[۸۶]
- فولکس‌واگن اطلس وانت تانواک مفهومی[۸۷]
- لینکلن اوییتور (پیش‌نمایش مدل تولیدی)[۸۸]
- مینی الکتریک کلاسیک کوپر[۸۹]
- مینی کوپر اس ئی کانتریمن پانامریکانا آل۴[۹۰]

##### رونمایی در آمریکای شمالی
- مزدا کای[۶۵]
- مینی جان کوپر وورکس جی‌پی مفهومی[۹۱]

### ۲۰۱۷
نمایشگاه سال ۲۰۱۷ از تاریخ ۱۴ تا ۲۳ آوریل برگزار شد. روزهای ویژه بررسی رسانه‌ها نیز در تاریخ ۱۲ و ۱۳ آوریل برگزار شدند.

#### معرفی خودروهای تولیدی

##### رونمایی جهانی
- آکورا تی‌ال‌ایکس (تغییر چهره) ۲۰۱۸[۹۲]
- آئودی آر۸ نسخهٔ ویژهٔ آئودی اسپورت ۲۰۱۸[۹۳]
- بیوک انکلیو ۲۰۱۸[۹۴]
- بیوک ریگال ۲۰۱۸[۹۴]
- تویوتا سیه‌نا (تغییر چهره) ۲۰۱۸[۹۵]
- جیپ رانگلر نسخه‌های ویژهٔ چیف و اسموکی مانتین ۲۰۱۷[۹۶]
- جیپ گرند چروکی ترک‌هاوک ۲۰۱۸[۹۷]
- دوج چلنجر اس‌آرتی دمون ۲۰۱۸[۹۸]
- رم ۱۵۰۰ سابلایم اسپورت و ربل بلو استریک ۲۰۱۷[۹۹]
- سوبارو اوت‌بک (تغییر چهره) ۲۰۱۸[۱۰۰]
- شورلت تاهو و ساب‌اوربان آراس‌تی ۲۰۱۸[۱۰۱]
- شورلت کوروت نسخهٔ کربن ۶۵ ۲۰۱۸[۱۰۲]
- فورد اکسپلورر (تغییر چهره) ۲۰۱۸[۱۰۳]
- فورد فیوژن سدان هایبرید نیروی پلیس ۲۰۱۸[۱۰۴]
- کوئنیگزگ آگرا آراس۱ ۲۰۱۸[۱۰۵]
- لکسوس ال‌اس ۵۰۰ اف اسپورت ۲۰۱۸[۱۰۶]
- لینکلن ناویگیتور ۲۰۱۸[۱۰۷]
- مازراتی گیبلی نریسیمو ۲۰۱۸[۱۰۸]
- مرسدس-آام‌گ جی‌ال‌سی۶۳، جی‌ال‌سی۶۳ کوپه و جی‌ال‌سی۶۳ اس کوپه ۲۰۱۸[۱۰۹]
- میتسوبیشی اوتلندر اسپورت (تغییر چهره) ۲۰۱۸[۱۱۰]
- نیسان ۳۷۰زد نسخهٔ هریتیج ۲۰۱۸[۱۱۱]
- هوندا سیویک اس‌آی (نسخهٔ تولیدی) ۲۰۱۷[۱۱۲]
- هوندا کلاریتی پی‌اچ‌ئی‌وی و ئی‌وی ۲۰۱۸[۱۱۳]

##### رونمایی در آمریکای شمالی
- آلفا رومئو استلویو (مدل پایه و تی‌آی) ۲۰۱۸[۱۱۴]
- آئودی آراس ۳ (سدان) ۲۰۱۸[۱۱۵]
- آئودی آراس ۵ (کوپه) ۲۰۱۸[۱۱۶]
- آئودی تی‌تی آراس ۲۰۱۸[۱۱۷]
- اسپایکر سی۸ پریلاتور اسپایدر ۲۰۱۹[۱۱۸]
- اینفینیتی کیو۵۰ (تغییر چهره) ۲۰۱۸[۱۱۹]
- پورشه ۹۱۱ جی‌تی۳ و جی‌تی‌اس (تعییر چهره) ۲۰۱۸[۱۲۰]
- پورشه پانامرا اسپورت توریزمو و توربو اس ئی-هایبرید ۲۰۱۸[۱۲۰]
- تویوتا یاریس (تغییر چهره) ۲۰۱۸[۱۲۱]
- جگوار نوع اف (تغییر چهره) ۲۰۱۸[۱۲۲]
- رنجروور ولار ۲۰۱۸[۱۲۳]
- سوبارو ایکس‌وی/کراس‌تک ۲۰۱۸[۱۲۴]
- فولکس‌واگن گلف جی‌تی‌آی، واگن، آلترک و آر (تغییر چهره) ۲۰۱۸[۱۲۵]
- کیا ریو ۲۰۱۸[۱۲۶]
- لامبورگینی اوراکان پرفورمانته ۲۰۱۸[۱۲۷]
- مازراتی گرن‌توریزمو نسخهٔ اسپورت اسپشیال ۲۰۱۸[۱۰۸]
- مرسدس-آام‌گ ئی۶۳ واگن ۲۰۱۸[۱۲۸]
- مرسدس-بنز کلاس-ئی کابریولت (کروکی) ۲۰۱۸[۱۲۸]
- نیسان جی تی-آر نسخهٔ ترک ۲۰۱۷[۱۲۹]
- ولوو اس۹۰ و اس۹۰ال تی۸ پی‌اچ‌ئی‌وی ۲۰۱۸[۱۳۰]
- ولوو ایکس‌سی۶۰ ۲۰۱۸[۱۳۱]
- هوندا سیویک تیپ آر ۲۰۱۷[۱۳۲]
- هیوندای سوناتا (تغییر چهره) ۲۰۱۸[۱۳۳]

#### معرفی خودروهای مفهومی

##### رونمایی جهانی
- اینفینیتی کیوایکس۸۰ مونوگراف[۱۳۴]
- تویوتا اف‌تی-۴ایکس[۱۳۵]
- جنسیس جی‌وی۸۰ فیول سل مفهومی[۱۳۶]
- سوبارو اکسنت شاسی‌باند مفهومی[۱۳۷]
- نیسان جی تی-آر کاپزیلا[۱۳۸]
- نیسان روج تریل واریور پراجکت[۱۳۹]
- نیسان روج خودروی دوگو پروجکت[۱۴۰]

##### رونمایی در آمریکای شمالی
- مرسدس-آام‌گ جی‌تی مفهومی[۱۲۸]

#### معرفی خودروهای مسابقه‌ای
- آئودی آر۸ ال‌ام‌اس جی‌تی۴[۱۴۱]

### ۲۰۱۶
نمایشگاه سال ۲۰۱۶ از تاریخ ۲۵ مارس تا ۳ آوریل برگزار شد. روزهای ویژه بررسی رسانه‌ها نیز در تاریخ ۲۳ و ۲۴ مارس برگزار شدند.

#### معرفی خودروهای تولیدی

##### رونمایی جهانی
- آکورا ام‌دی‌ایکس (تغییر چهره) ۲۰۱۷[۱۴۲]
- آئودی آر۸ اسپایدر ۲۰۱۷[۱۴۳]
- اینفینیتی کیوایکس۷۰ نسخهٔ محدود ۲۰۱۷[۱۴۴]
- بیوک انکلیو نسخهٔ اسپورت تورینگ ۲۰۱۷[۱۴۵]
- بیوک انکور (تغییر چهره) ۲۰۱۷[۱۴۶]
- تویوتا ۸۶ (تغییر چهرهٔ سایون اف‌آر-اس) ۲۰۱۷[۱۴۷]
- تویوتا پریوس پرایم (پی‌اچ‌ئی‌وی) ۲۰۱۷[۱۴۸]
- تویوتا کرولا نسخهٔ ویژهٔ پنجاهمین سالگرد ۲۰۱۷[۱۴۹]
- تویوتا هایلندر (تغییر چهره) ۲۰۱۷[۱۵۰]
- جی‌ام‌سی‌ترین نسخهٔ نایت‌فال[۱۵۱]
- جیپ گرند چروکی تریل‌هاوک ۲۰۱۷[۱۵۲]
- جیپ گرند چروکی سامیت (تغییر چهره) ۲۰۱۷[۱۵۳]
- سایون تی‌سی آراس ۱۰٫۰ (قرمز بارسلونا) ۲۰۱۶[۱۵۴]
- سوبارو ایمپرزا ۲۰۱۷[۱۵۵]
- شورلت سونیک (تغییر چهره) ۲۰۱۷[۱۵۶]
- شورلت کامارو زدال۱ ۲۰۱۷[۱۵۷]
- فورد شلبی موستانگ جی‌تی-اچ ۲۰۱۶[۱۵۸]
- کرایسلر ۳۰۰اس به همراه پکیج اسپورت اپیرانس ۲۰۱۷[۱۵۹]
- مرسدس-آام‌گ جی‌ال‌سی۴۳ و جی‌ال‌سی۴۳ کوپه ۲۰۱۷[۱۶۰][۱۶۱]
- مرسدس-آام‌گ سی۶۳ کابریولت (کروکی) ۲۰۱۷[۱۶۲]
- مرسدس-آام‌گ ئی۴۳ ۲۰۱۷[۱۶۳]
- مرسدس-بنز جی‌ال‌سی کوپه ۲۰۱۷[۱۶۴]
- مرسدس-بنز کلاس-سی‌ال‌ای (تغییر چهره) ۲۰۱۷[۱۶۵]
- مزدا ام‌ایکس-۵ آراف ۲۰۱۷[۱۶۶]
- مینی جان کوپر وورکس کانورتیبل (کروکی) ۲۰۱۷[۱۶۷]
- مینی کلابمن آل۴ ۲۰۱۷[۱۶۷]
- نیسان تیتان ۲۰۱۷[۱۴۳]
- نیسان جی تی-آر (تغییر چهره) ۲۰۱۷[۱۶۸]

##### رونمایی در آمریکای شمالی
- آلفا رومئو جیولیا و جیولیا تی‌آی ۲۰۱۷[۱۶۹]
- اسپایکر سی۸ پریلیاتور ۲۰۱۷[۱۷۰]
- ب‌ام‌و ۳۳۰ئی آی‌پرفورمنس ۲۰۱۷[۱۷۱]
- ب‌ام‌و آلپینا بی۷ ایکس‌درایو ۲۰۱۷[۱۷۲]
- ب‌ام‌و ام۷۶۰آی ایکس‌درایو ۲۰۱۷[۱۷۲]
- پورشه ۷۱۸ باکستر ۲۰۱۷[۱۷۳]
- پورشه ۹۱۱ آر ۲۰۱۷[۱۷۳]
- پورشه ماکان (آی۴ توربو) ۲۰۱۷[۱۷۳]
- جگوار نوع اف اس‌وی‌آر ۲۰۱۷[۱۷۴]
- رولز-رویس گوست و ریث بلک بج ۲۰۱۷[۱۷۵]
- فولکس‌واگن گلف آل‌ترک ۲۰۱۷[۱۷۶]
- فیات ۱۲۴ اسپایدر الابورازیونه آبارت ۲۰۱۷[۱۷۷]
- کوئنیگزگ رگرا ۲۰۱۷[۱۷۸]
- کیا کادنزا ۲۰۱۷[۱۴۳]
- لکسوس ال‌سی۵۰۰اچ ۲۰۱۸[۱۷۹]
- مازراتی لوانته ۲۰۱۷[۱۸۰]
- میتسوبیشی آوت‌لندر پی‌اچ‌ئی‌وی ۲۰۱۷[۱۴۳]
- میتسوبیشی میراژ جی۴ سدان ۲۰۱۷[۱۴۳]
- ولوو ایکس‌سی۹۰ اکسلنس (رونمایی در آمریکا) ۲۰۱۷[۱۸۱]
- هوندا کلاریتی اف‌سی‌وی (ویژهٔ بازار آمریکا) ۲۰۱۷[۱۸۲]
- هیوندای ایونیک هایبرید، پلاگ-این و الکتریک ۲۰۱۷[۱۸۳]

#### معرفی خودروهای مفهومی

##### رونمایی جهانی
- جنسیس نیویورک مفهومی[۱۸۴]
- لینکلن ناویگیتور مفهومی[۱۸۵]

##### رونمایی در آمریکای شمالی
- فولکس‌واگن باد-ئی (رونمایی در نمایشگاه‌های خودروی آمریکا)[۱۸۶]
- هوندا سیویک هاچ‌بک پروتوتایپ[۱۸۷]۲۰۱۷

#### معرفی خودروهای مسابقه‌ای
- هوندا ان‌اس‌ایکس جی‌تی۳[۱۸۸]
- هوندا سیویک کوپه جی‌آرسی[۱۸۹]

### ۲۰۱۵
نمایشگاه سال ۲۰۱۵ از تاریخ ۳ تا ۱۲ آوریل برگزار شد. روزهای ویژه بررسی رسانه‌ها نیز در تاریخ ۱ و ۲ آوریل برگزار شدند.

#### معرفی خودروهای تولیدی

##### رونمایی جهانی
- اینفینیتی کیوایکس۵۰ (تغییر چهره) ۲۰۱۶[۱۹۰]
- بیوک آنکلیو نسخهٔ توسان ۲۰۱۶[۱۹۱]
- پورشه باکستر اسپایدر ۲۰۱۶[۱۹۲]
- تویوتا راو ۴ هیبرید ۲۰۱۶[۱۹۳]
- جگوار ایکس‌اف ۲۰۱۶[۱۹۴]
- جی‌ام‌سی‌ترین (تغییر چهره) ۲۰۱۶[۱۹۵]
- رنج روور اسپورت نسخهٔ محدود اچ‌اس‌تی ۲۰۱۶[۱۹۶]
- رنج‌روور اس‌وی‌اتوبیوگرافی ۲۰۱۶[۱۹۷]
- سایون آی‌ام ۲۰۱۶[۱۹۸]
- سایون آی‌ای ۲۰۱۶[۱۹۹]
- شورلت اسپارک ۲۰۱۶[۲۰۰]
- شورلت ملیبو ۲۰۱۶[۲۰۱]
- کادیلاک سی‌تی۶ ۲۰۱۶[۲۰۲]
- کیا اپتیما ۲۰۱۶[۲۰۳]
- لکسوس آرایکس ۲۰۱۶[۲۰۴]
- مرسدس-بنز کلاس-جی‌ال‌ئی (تغییر چهره) ۲۰۱۶[۲۰۵]
- مزدا ام‌ایکس-۵ کلاب ۲۰۱۶[۲۰۶]
- مک لارن ۵۷۰اس ۲۰۱۶[۲۰۷]
- میتسوبیشی آوت‌لندر (تغییر چهره) ۲۰۱۶[۲۰۸]
- نیسان ماکسیما ۲۰۱۶[۲۰۹]

##### رونمایی در آمریکای شمالی
- استون مارتین وولکان[۲۱۰]
- اسمارت فورتو ۲۰۱۶[۲۱۱]
- ب‌ام‌و آلپینا بی۶ ایکس‌درایو گرن کوپه (تغییر چهره) ۲۰۱۶[۲۱۲]
- فورد فوکوس آراس ۲۰۱۶[۲۱۳]
- مرسدس-آام‌گ جی۶۵ ۲۰۱۶[۲۱۴]
- هیوندای توسان ۲۰۱۶[۲۱۵]

#### معرفی خودروهای مفهومی

##### رونمایی جهانی
- سوبارو بی‌آرزد اس‌تی‌آی پرفورمنس مفهومی[۲۱۶]
- لینکلن کانتیننتال مفهومی[۲۱۷]
- هوندا سیویک (نسل دهم) مفهومی[۲۱۸]

##### رونمایی در آمریکای شمالی
- اینفینیتی کیوایکس۳۰ مفهومی[۱۹۰]

#### معرفی خودروهای مسابقه‌ای
- آکیورا آی‌ال‌ایکس مسابقه‌ای استقامتی[۲۱۹]
- سوبارو دبلیوآرایکس اس‌تی‌آی خودروی رالی‌کراس (وی‌تی۱۵ایکس)[۲۲۰]

### ۲۰۱۴
نمایشگاه سال ۲۰۱۴ از تاریخ ۱۸ تا ۲۷ آوریل برگزار شد. روزهای ویژه بررسی رسانه‌ها نیز در تاریخ ۱۶ و ۱۷ آوریل برگزار شدند.

#### معرفی خودروهای تولیدی

##### رونمایی جهانی
- آکورا تی‌ال‌ایکس ۲۰۱۵ (نسخهٔ تولیدی)[۲۲۱]
- آئودی آراس ۷ نسخهٔ دینامیک ۲۰۱۴–۱۵[۲۲۲]
- استون مارتین دی‌بی۹ نسخهٔ کربن ۲۰۱۵[۲۲۳]
- استون مارتین ونتیج جی‌تی ۲۰۱۵[۲۲۳]
- ب‌ام‌و ام۴ کانورتیبل (کروکی) ۲۰۱۵[۲۲۴]
- اینفینیتی کیو۷۰ (تغییر چهره) ۲۰۱۵[۲۲۵]
- اینفینیتی کیوایکس۸۰ (تغییر چهره)، کیوایکس۸۰ نسخهٔ محدود ۲۰۱۵[۲۲۵]
- ب‌ام‌و ایکس۴ ۲۰۱۵[۲۲۶]
- تویوتا کمری (تغییر چهره) ۲۰۱۵[۲۲۷]
- دوج چارجر (تغییر چهره) ۲۰۱۵[۲۲۸]
- دوج چلنجر (تغییر چهره) ۲۰۱۵[۲۲۸]
- سایون اف‌آر-اس آراس ۱٫۰ ۲۰۱۴[۲۲۹]
- سایون ایکس‌بی آراس ۱۰٫۰ (الکتریک کوارتز) ۲۰۱۴[۲۳۰]
- سوبارو اوت‌بک ۲۰۱۵[۲۳۱]
- شورلت کروز (تغییر چهره) ۲۰۱۵[۲۳۲]
- شورولت کوروت زد۰۶ کانورتیبل (کروکی) ۲۰۱۵[۲۳۳]
- فورد فوکوس (چهار در سدان)، فوکوس الکتریک (تغییر چهره) ۲۰۱۵[۲۳۴]
- فورد موستانگ (نسل ششم)#۵۰ سال نسخهٔ محدود ۵۰ سالگی ۲۰۱۵[۲۳۵]
- فولکس‌واگن جتا (تغییر چهره) ۲۰۱۵[۲۳۶]
- کیا سدونا ۲۰۱۵[۲۳۷]
- مرسدس-بنز اس۶۳ آام‌گ کوپه ۲۰۱۵[۲۳۸]
- مزدا ام‌ایکس-۵ میاتا نسخهٔ بیست و پنجمین سالگرد ۲۰۱۵[۲۳۹]
- مینی کانتریمن (تغییر چهره) ۲۰۱۵[۲۴۰]
- نیسان مورانو ۲۰۱۵[۲۴۱]
- نیسان ورسا (تغییر چهره) ۲۰۱۵[۲۴۲]

##### رونمایی در آمریکای شمالی
- آلفا رومئو ۴سی ۲۰۱۵[۲۴۳]
- آئودی ای۳ اسپورت‌بک تی‌دی‌آی ۲۰۱۶[۲۴۴]
- ب‌ام‌و آلپینا بی۶ ایکس‌درایو گرن کوپه ۲۰۱۵[۲۲۶]
- ب‌ام‌و سری ۴ گرن کوپه ۲۰۱۵[۲۲۶]
- جیپ رنگید ۲۰۱۵[۲۴۵]
- شورلت ترکس ۲۰۱۵ (رونمایی در ایالات متحده)[۲۴۶]
- فورد فوکوس (پنج در هاچ‌بک) (تغییر چهره) ۲۰۱۵[۲۳۴]
- هیوندای سوناتا ۲۰۱۵[۲۴۷]

#### معرفی خودروهای مفهومی

##### رونمایی جهانی
- فورد ترانسیت اسکایلاینر[۲۴۸]
- لندروور دیسکاوری ویژن مفهومی[۲۴۹]

##### رونمایی در آمریکای شمالی
- ب‌ام‌و کانسپت ایکس۵ ئی‌درایو[۲۲۶]
- فولکس‌واگن گلف اسپورت‌واگِن (مدل مفهومی پیش از تولید)[۲۵۰]

### ۲۰۱۳
نمایشگاه سال ۲۰۱۳ از تاریخ ۲۹ مارس تا ۷ آوریل برگزار شد. روزهای ویژه بررسی رسانه‌ها نیز در تاریخ ۲۷ و ۲۸ مارس برگزار شدند.

#### معرفی خودروهای تولیدی

##### رونمایی جهانی
- آکیورا ام‌دی‌ایکس ۲۰۱۴[۲۵۱]
- آئودی ای۳ و اس۳ سدان ۲۰۱۵ (پیش‌نمایش فقط برای مطبوعات)[۲۵۲][۲۵۳]
- اینفینیتی کیوایکس۶۰ هایبرید ۲۰۱۴[۲۵۴]
- بیوک ریگال ۲۰۱۴ (تغییر چهره)[۲۵۵]
- بیوک لاکراس ۲۰۱۴ (تغییر جهره)[۲۵۵]
- تویوتا هایلندر ۲۰۱۴[۲۵۶]
- جگوار ایکس‌جی‌آر ۲۰۱۴[۲۵۷]
- جگوار ایکس‌کی‌آر-اس جی‌تی ۲۰۱۴[۲۵۸]
- جیپ چروکی ۲۰۱۴[۲۵۹]
- دوج دورانگو ۲۰۱۴ (تغییر چهره)[۲۶۰]
- رنج روور اسپورت ۲۰۱۴[۲۶۱]
- سایون تی‌سی ۲۰۱۴ (تغییر چهره)[۲۶۲]
- سوبارو ایکس‌وی کراس‌ترک هایبرید ۲۰۱۴[۲۶۳]
- شلبی ۱۰۰۰ اس/سی ۲۰۱۳[۲۶۴]
- شورولت اس‌اس ۲۰۱۴[۲۶۵]
- شورولت کامارو ۲۰۱۴ (تغییر چهره)،[۲۶۵] کامارو زد/۲۸[۲۶۶]
- کادیلاک سی‌تی‌اس ۲۰۱۴[۲۶۷]
- کیا اپتیما ۲۰۱۴ (تغییر چهره)[۲۶۸]
- کیا سول ۲۰۱۴[۲۶۹]
- کیا فورت کوپ ۲۰۱۴[۲۷۰]
- مرسدس-بنز سی‌ال‌ای۴۵ آام‌گ ۲۰۱۴[۲۷۱]
- مرسدس-بنز کلاس-بی الکتریک درایو ۲۰۱۴[۲۷۲]
- نیسان پت‌فایندر هایبرید ۲۰۱۴[۲۷۳]
- ولوو اس۶۰، وی۶۰ و ایکس‌سی۶۰ آر-دیزاین ۲۰۱۴[۲۷۴]
- هوندا اودیسه ۲۰۱۴ (تغییر چهره)[۲۷۵]
- هیوندای ایکوئس ۲۰۱۴ (تغییر چهره)[۲۷۶]

##### رونمایی در آمریکای شمالی
- ب‌ام‌و سری ۳ گرن توریسمو ۲۰۱۴[۲۷۷]
- پورشه ۹۱۱ جی‌تی۳ ۲۰۱۴[۲۷۸]
- رولز-رویس ریس[۲۷۹]
- شورولت کوروت استینگری کانورتیبل ۲۰۱۴[۲۶۵]
- فولکس‌واگن گلف ۲۰۱۵[۲۸۰]
- میتسوبیشی میراژ ۲۰۱۴[۲۸۱]
- ولوو اس۶۰، اس۸۰، ایکس‌سی۶۰، و ایکس‌سی۷۰ ۲۰۱۴ (تغییر چهره)[۲۸۲][۲۸۳]

#### معرفی خودروهای مفهومی

##### رونمایی جهانی
- سوبارو دبلیوآرایکس مفهومی[۲۸۴]

##### رونمایی در آمریکای شمالی
- آئودی ای۳ اسپورت‌بک ئی-ترون مفهومی[۲۸۵]
- ب‌ام‌و اکتیو تورر مفهومی[۲۷۷]

### ۲۰۱۲
نمایشگاه سال ۲۰۱۲ از تاریخ ۶ تا ۱۵ آوریل برگزار شد. روزهای ویژه بررسی رسانه‌ها نیز در تاریخ ۴ و ۵ آوریل برگزار شدند.

خودروهای برجسته در نمایشگاه خودروی نیویورک ۲۰۱۲
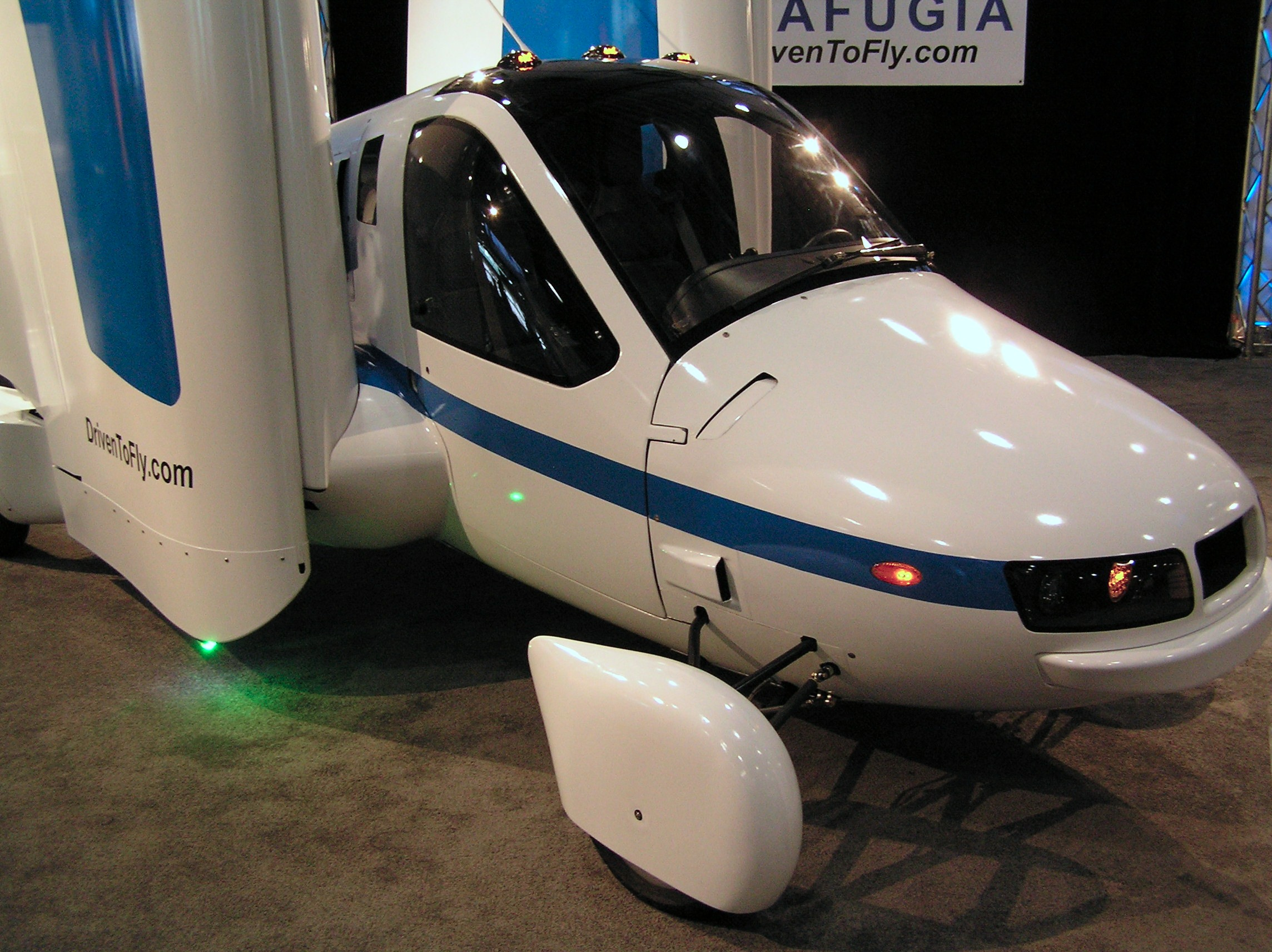
خودروی پرندهٔ ترافوجیا ترنزیشن
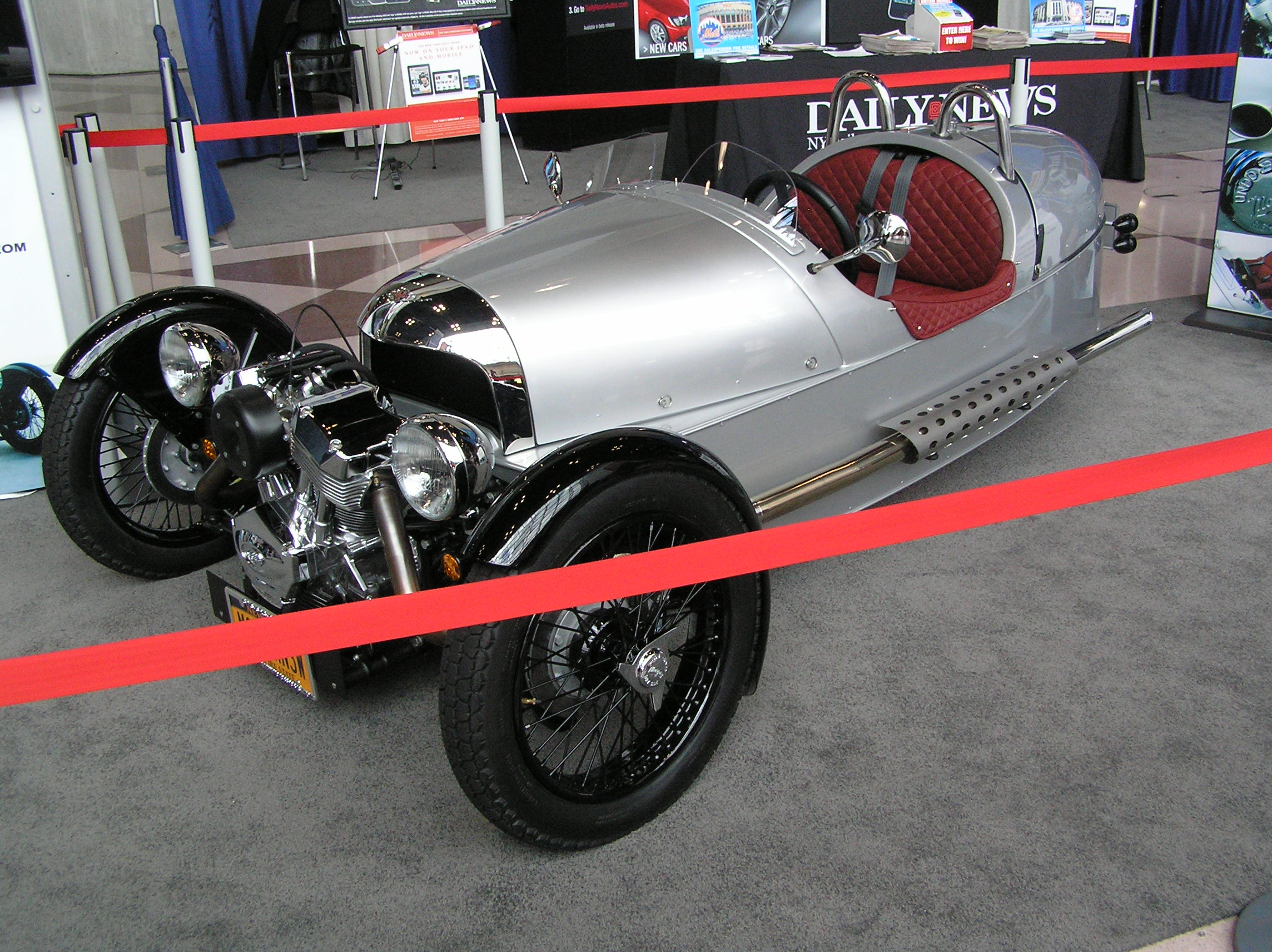
مورگان سه‌چرخه
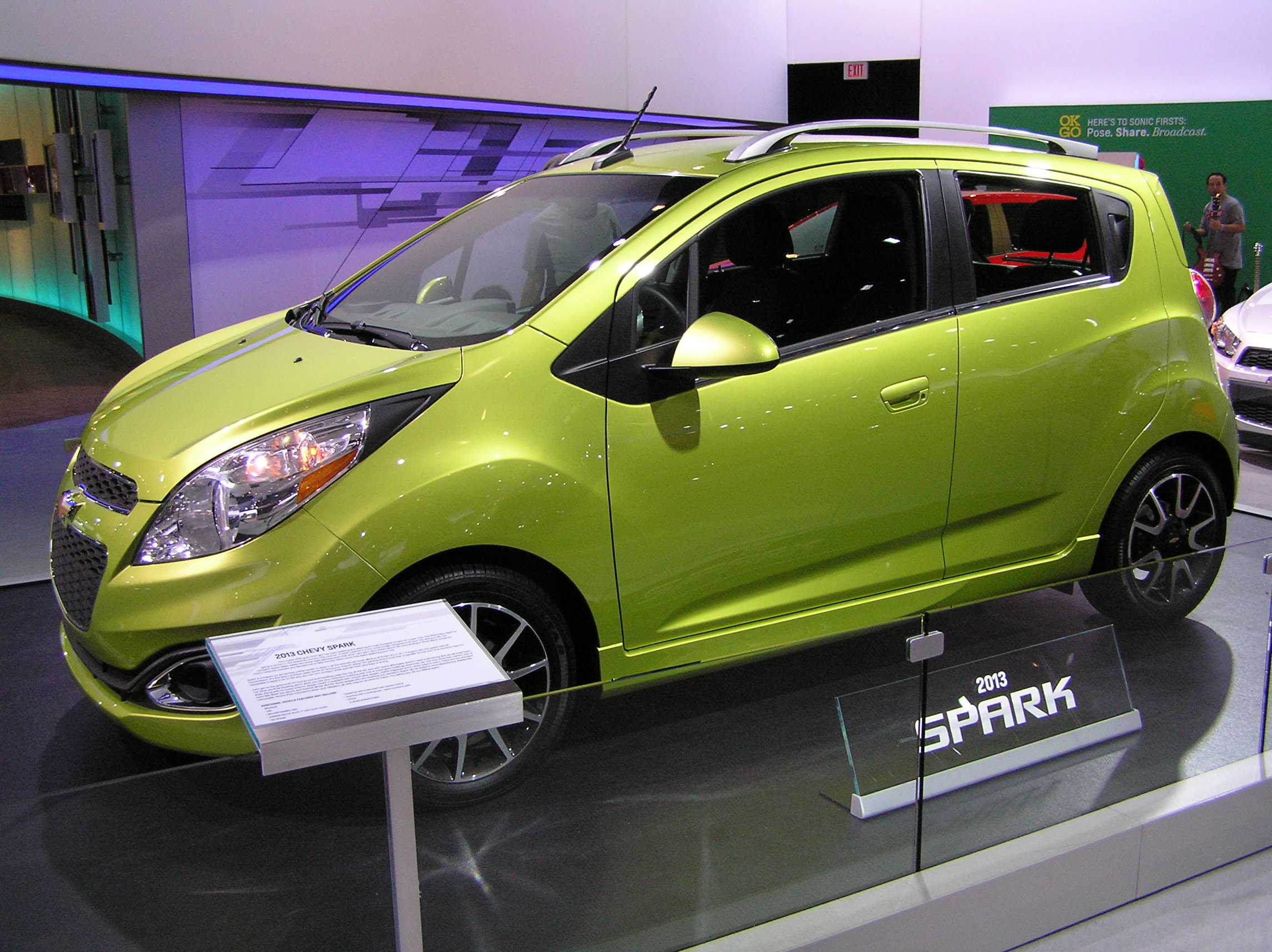
شورلت اسپارک
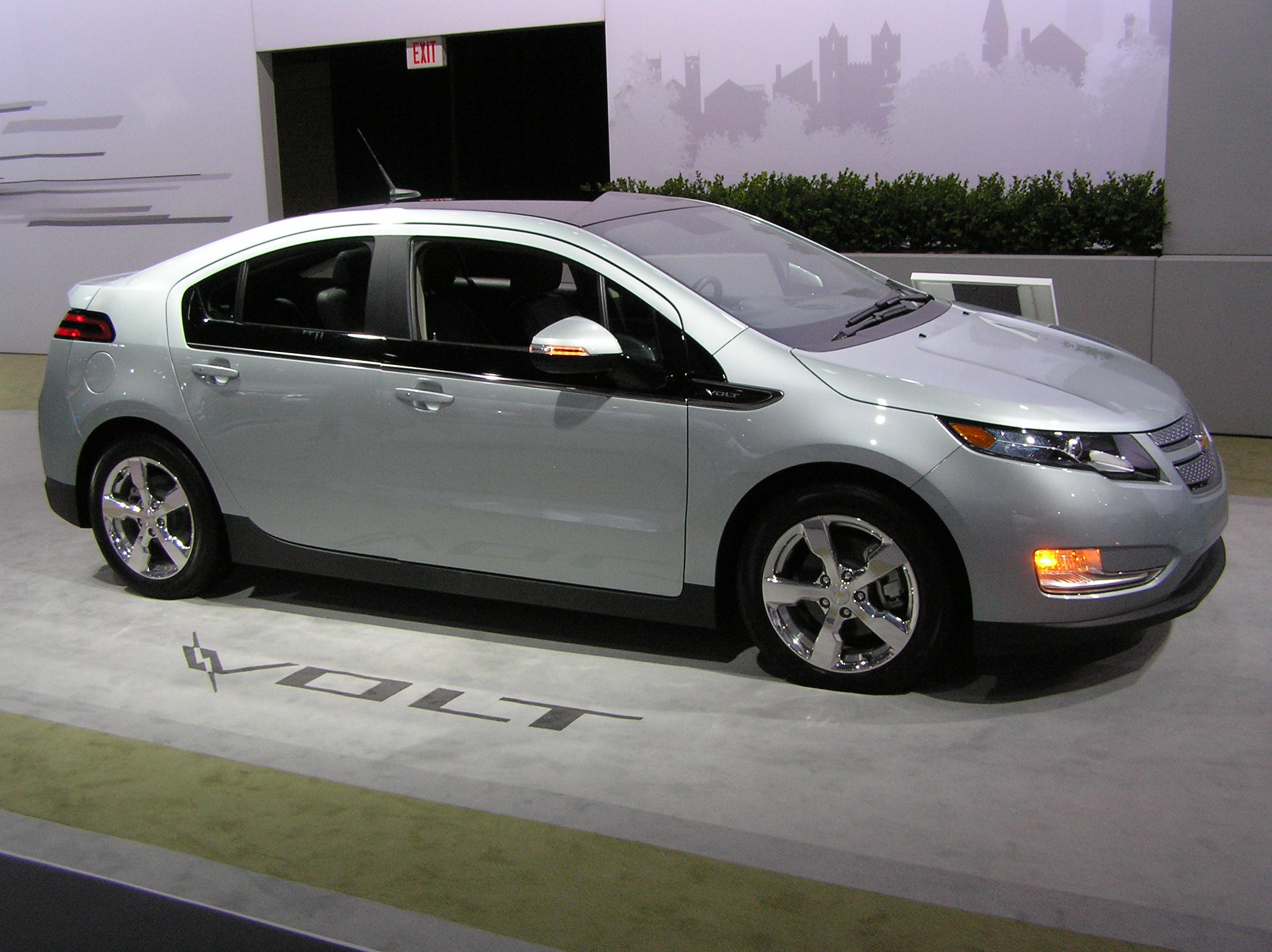
شورلت ولت
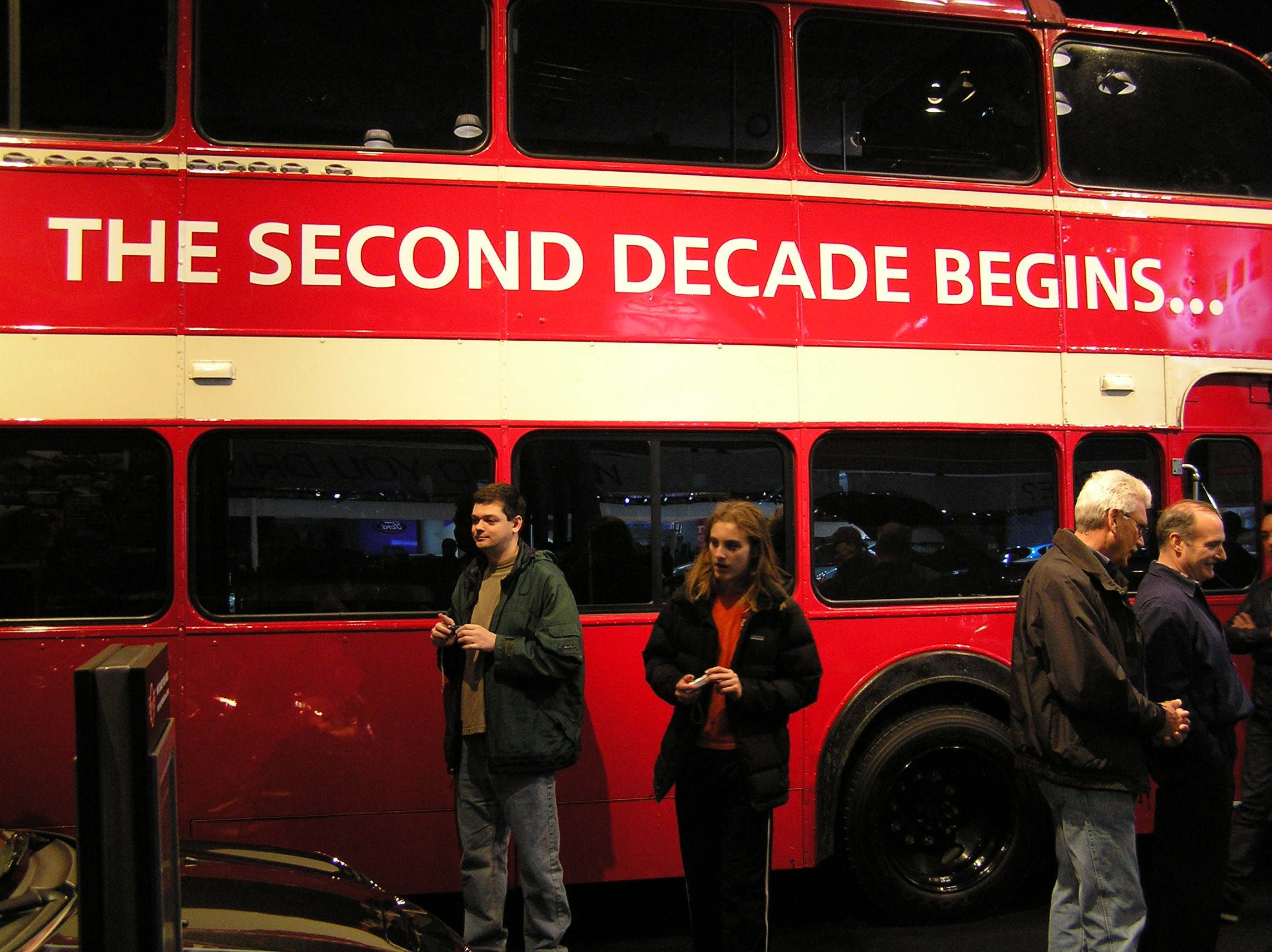
اتوبوس روتمستر لندن در غرفهٔ مینی ایالات متحده

#### معرفی خودروهای تولیدی

##### رونمایی جهانی
- اس‌آرتی وایپر ۲۰۱۳[۲۸۷]
- ب‌ام‌و ایکس۱ ۲۰۱۳ (تغییر چهره)[۲۸۸]
- بیوک آنکلیو ۲۰۱۳ (تغییر چهره)[۲۸۹]
- تویوتا آوالن ۲۰۱۳[۲۹۰]
- جی‌ام‌سی‌ترین دنالی ۲۰۱۳[۲۹۱]
- رم ۱۵۰۰ ۲۰۱۳ (تغییر چهره)[۲۹۲]
- سوبارو اوت‌بک ۲۰۱۳ (تغییر چهره)[۲۹۳]
- سوبارو ایکس‌وی کراس‌ترک ۲۰۱۳[۲۹۴]
- سوبارو لگاسی ۲۰۱۳ (تغییر چهره)[۲۹۳]
- شلبی ۱۰۰۰ ۲۰۱۳[۲۹۵]
- شورلت ایمپالا ۲۰۱۴[۲۹۶]
- شورلت تراورس ۲۰۱۳ (تغییر چهره)[۲۹۶]
- فورد اکسپلورر اسپورت ۲۰۱۳[۲۹۷]
- کادیلاک اس‌آرایکس ۲۰۱۳ (تغییر چهره)[۲۹۸]
- لکسوس ئی‌اس ۲۰۱۳[۲۹۹]
- لینکلن ام‌کی‌زد ۲۰۱۳[۳۰۰]
- مرسدس-بنز اس‌ال۶۵ آام‌گ[۳۰۱]
- مرسدس-بنز  کلاس-جی‌ال (ایکس۱۶۶) ۲۰۱۳[۳۰۲]
- مرسدس-بنز کلاس-جی‌ال‌کا ۲۰۱۳ (تغییر چهره)[۳۰۳]
- میتسوبیشی اوت‌لندر اسپورت ۲۰۱۳[۳۰۴]
- نیسان آلتیما ۲۰۱۳[۳۰۵]
- هیوندای سانتافه اسپورت ۲۰۱۳[۳۰۶]

##### رونمایی در آمریکای شمالی
- ب‌ام‌و ام۶ ۲۰۱۲[۳۰۷]
- پورشه کاین دیزل ۲۰۱۳[۳۰۸]
- تویوتا ونزا ۲۰۱۳ (تغییر چهره)[۳۰۹]
- لکسوس آرایکس ۳۵۰ اف اسپورت ۲۰۱۳[۳۱۰]
- مینی کانتریمن جان کوپر وورکس ۲۰۱۳[۳۱۱]

#### معرفی خودروهای مفهومی

##### رونمایی جهانی
- آکورا آرال‌ایکس مفهومی[۳۱۲]
- اینفینیتی ال‌ئی[۳۱۳]
- دلورین الکتریک[۳۱۴]
- فیسکر آتلانتیک[۳۱۵]
- هوندا کراستور مفهومی[۳۱۶]

##### رونمایی در آمریکای شمالی
- فولکس‌واگن پاسات آلترک مفهومی[۳۱۷]
- مزدا تاکری[۳۱۸]

شرکت نیسان همچنین پیش از شروع روزهای ویژه رسانه‌ها، از خودروی ان‌وی۲۰۰ تاکسی شهر نیویورک با نام تاکسی فردا رونمایی کرد. این خودرو در طول نمایشگاه سال ۲۰۱۲ در معرض دید عموم قرار داشت.

### ۲۰۱۱
نمایشگاه سال ۲۰۱۱ از تاریخ ۲۲ آوریل تا ۱ مه برگزار شد. روزهای ویژه بررسی رسانه‌ها نیز در تاریخ ۲۰ و ۲۱ آوریل برگزار شدند.

#### معرفی خودروهای تولیدی
| - پورشه پانامرا توربو اس ۲۰۱۲ - جگوار ایکس‌اف ۲۰۱۲ (تغییر چهره) - جیپ گرند چروکی اس‌آرتی۸ ۲۰۱۲ - دوج اونجر آر/تی ۲۰۱۲ - دوج چارجر نسخهٔ موپار ۲۰۱۲ - سوبارو ایمپرزا ۲۰۱۲ - شلبی جی‌تی۵۰۰ سوپر اسنیک ۲۰۱۲ - شلبی جی‌تی‌اس ۲۰۱۲ - شورلت سونیک با تجهیزات زد-اسپک ۲۰۱۲ - شورلت ملیبو اکو ۲۰۱۳ - فورد تاروس ۲۰۱۳ - کرایسلر ۲۰۰ اس سدان و اس کروکی ۲۰۱۱ - کرایسلر ۳۰۰ سری‌های اس‌آرتی۸، اس و سی اکزکیوتیو ۲۰۱۲ - کیا ریو سدان ۲۰۱۲ - کیا سول ۲۰۱۲ - مرسدس-بنز سی۶۳ آام‌گ کوپه ۲۰۱۲ - نیسان ورسا ۲۰۱۲ - هوندا سیویک ۲۰۱۲ | - ب‌ام‌و سری ۶ کوپه ۲۰۱۲ - شورلت ملیبو ۲۰۱۳ - فولکس واگن بیتل ۲۰۱۲ - فیات ۵۰۰سی ۲۰۱۲ - لوتوس اوورا اس و آی‌پی‌اس - مزدا ۳ ۲۰۱۲ (رونمایی در ایالات متحده) - هیوندای اکسنت ۲۰۱۲ (رونمایی در ایالات متحده) |

#### معرفی خودروهای مفهومی
| - دوج اونجر موپار/مانیتی مارلی خودروی رالی - سایون اف‌آر-اس مفهومی - سوزوکی کیزاشی اپکس مفهومی - سوزوکی کیزاشی اکوشارژ مفهومی - لکسوس ال‌اف-جی‌اچ - نیسان لیف نیسمو آرسی | - اینفینیتی آی‌پی‌ال جی-کانورتیبل مفهومی - ساب فینکس - فولکس‌واگن بولی - مرسدس-بنز کلاس-آ مفهومی - مزدا میناگی |

اینفینیتی برنامهٔ تولید کراس‌اوور متوسط جی‌ایکس را اعلام کرد و مقرر شد که این مدل در ماه اوت در پبل بیچ کانکورز دلیگانس در قالب یک مدل مفهومی، و سپس در ماه نوامبر در شمایل مدل تولیدی در نمایشگاه خودروی لس آنجلس رونمایی شود.
مزدا برنامهٔ تولید کراس‌اوور کامپکت سی‌ایکس-۵، و رونمایی پیش روی این خودرو در نمایشگاه بین‌المللی خودرو فرانکفورت در ماه سپتامبر را اعلام کرد.

### ۲۰۱۰
نمایشگاه سال ۲۰۱۰ از تاریخ ۲ تا ۱۱ آوریل برگزار شد. روزهای ویژه بررسی رسانه‌ها نیز در تاریخ ۳۱ مارس و ۱ آوریل برگزار شدند.

#### معرفی خودروهای تولیدی

##### رونمایی جهانی
- آکیورا تی‌اس‌اکس اسپورت واگن ۲۰۱۱
- اینفینیتی کیوایکس۵۶ ۲۰۱۱
- ب‌ام‌و ایکس۵ ۲۰۱۱
- سایون آی‌کیو ۲۰۱۱
- سایون تی‌سی ۲۰۱۱
- سوبارو ایمپرزا دبلیوآرایکس ۲۰۱۱
- سوبارو ایمپرزا دبلیوآرایکس اس‌تی‌آی ۲۰۱۱
- سوزوکی کیزاشی اسپورت ۲۰۱۱
- شورلت کروز آراس ۲۰۱۱
- شورلت کروز اکو ۲۰۱۱
- کادیلاک سی‌تی‌اس-وی اسپورت واگن ۲۰۱۱
- کیا اپتیما ۲۰۱۱
- کیا سورنتو اس‌ایکس ۲۰۱۱
- کیا فورت پنج‌در ۲۰۱۱
- لینکلن ام‌کی‌زی هایبرید ۲۰۱۱
- مرسدس-بنز کلاس-آر ۲۰۱۱
- هیوندای سوناتا ۲٫۰تی ۲۰۱۱
- هیوندای سوناتا هایبرید ۲۰۱۱

##### رونمایی در آمریکای شمالی
- ب‌ام‌و ۳۳۵آی‌اس ۲۰۱۱
- فولکس‌واگن توارگ/توارگ هایبرید ۲۰۱۱
- کیا اسپورتیج ۲۰۱۱
- لکسوس سی‌تی۲۰۰اچ ۲۰۱۱
- مرسدس-بنز کلاس-ئی واگن ۲۰۱۱
- میتسوبیشی آوت‌لندر اسپورت ۲۰۱۱
- مینی کانتریمن ۲۰۱۱
- نیسان جوک ۲۰۱۱
- ولوو اس۶۰ ۲۰۱۱
- هیوندای ایکوئس ۲۰۱۱

## دهه ۲۰۰۰

### ۲۰۰۹
نمایشگاه سال ۲۰۰۹ از تاریخ ۱۰ تا ۱۹ آوریل برگزار شد. روزهای ویژه بررسی رسانه‌ها نیز در تاریخ ۸ و ۹ آوریل برگزار شدند.

#### معرفی خودروهای تولیدی
- ب‌ام‌و ۷۶۰ال‌آی ۲۰۱۰
- ب‌ام‌و ایکس۶ ام ۲۰۱۰
- بنتلی کانتیننتال سوپراسپورتس ۲۰۱۰ (رونمایی در آمریکای شمالی)
- پورشه ۹۱۱ جی‌تی۳ ۲۰۱۰ (رونمایی در آمریکای شمالی)
- جی‌ام‌سی‌ترین ۲۰۱۰
- جمس یوکان دنالی هایبرید ۲۰۱۰
- جیپ گرند چروکی ۲۰۱۱
- سوبارو اوت‌بک ۲۰۱۰
- سوبارو لگاسی ۲۰۱۰
- فولکس‌واگن جی‌تی‌آی ۲۰۱۰
- کیا فورت کوپ ۲۰۱۰
- لندروور ال‌آر۴ ۲۰۱۰
- لندروور رنج‌روور ۲۰۱۰
- لندروور رنج‌روور اسپورت ۲۰۱۰
- مرسدس-بنز ام‌ال۴۵۰ هایبرید ۲۰۱۰
- مرسدس-بنز ئی۶۳ آام‌گ ۲۰۱۰
- مزدااسپید۳ ۲۰۱۰ (رونمایی در آمریکای شمالی)
- مزدا سی‌ایکس-۷ ۲۰۱۰ (رونمایی در ایالات متحده)
- مزدا سی‌ایکس-۹ ۲۰۱۰ (فیس‌لیفت)
- نیسان ۳۷۰زد رودستر ۲۰۱۰
- نیسان نیسمو ۳۷۰زد ۲۰۰۹

#### معرفی خودروهای مفهومی
- آکورا زددی‌ایکس مفهومی
- جنرال موتورز/سگوی پوما (تحرک و دسترسی شهری شخصی)
- سایون آی‌کیو مفهومی
- فورد ترانسیت کانکت فمیلی وان مفهومی
- مرسدس-بنز ئی۲۵۰ بلوتک مفهومی
- میتسوبیشی آوت‌لندر جی‌تی پروتوتایپ
- هیوندای نوویس

### ۲۰۰۸
نمایشگاه سال ۲۰۰۸ از تاریخ ۲۱ تا ۳۰ مارس برگزار شد. روزهای ویژه بررسی رسانه‌ها نیز در تاریخ ۱۹ و ۲۰ مارس برگزار شدند.

#### معرفی خودروهای تولیدی
- آکورا تی‌اس‌ایکس ۲۰۰۹

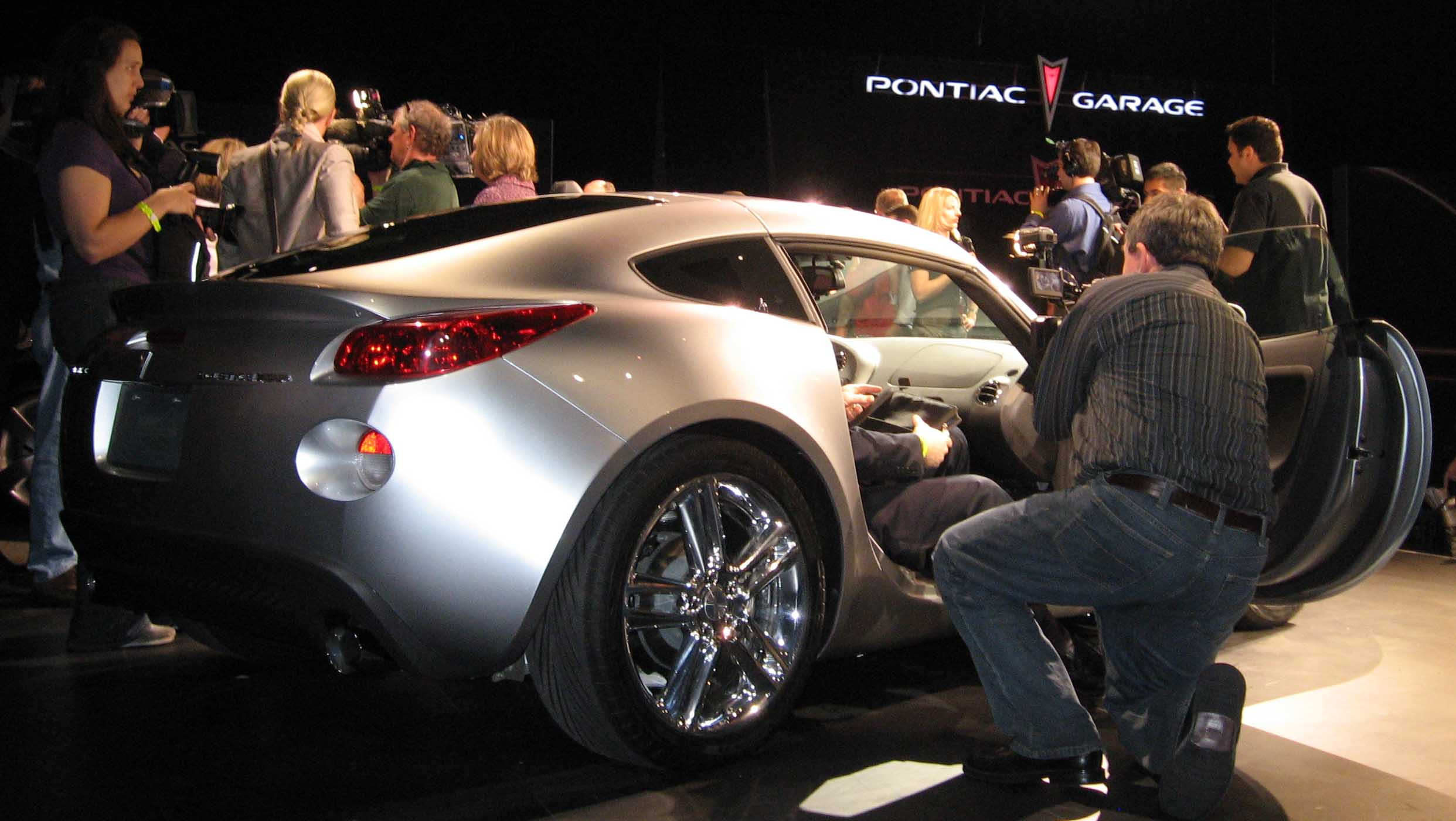
تجمع روزنامه‌نگاران در اطراف پونتیاک سالستیس کوپه در زمان رونمایی

- پورشه باکستر آراس۶۰ اسپایدر ۲۰۰۸ (رونمایی در آمریکای شمالی)
- پونتیاک جی۸ اسپورت تراک ۲۰۱۰
- پونتیاک جی۸ جی‌ایکس‌پی ۲۰۰۹
- پونتیاک سالستیس کوپه ۲۰۰۹
- دوج چلنجر ۲۰۰۹
- کیا اپتیما ۲۰۰۹
- مرسدس-بنز کلاس-ام ۲۰۰۹ (فیس‌لیفت)
- نیسان ماکسیما ۲۰۰۹
- ولوو ایکس‌سی۶۰ ۲۰۰۹ (رونمایی در آمریکای شمالی)
- هوندا فیت ۲۰۰۹ (رونمایی در آمریکای شمالی)
- هیوندای جنسیس کوپه ۲۰۰۹

#### معرفی خودروهای مفهومی
- سالین اس۵اس رپتور
- سایون هاکو کوپه[۳۲۸]
- سوزوکی کیزاشی ۳[۳۲۹]
- فورد ترانسیت کانکت تاکسی مفهومی
- کیا کوپ مفهومی
- نیسان کیوب دنکی مفهومی[۳۳۰]
- نیسان کیوب کوازی مفهومی
- نیسان کیوب نیلوس مفهومی

### ۲۰۰۷
نمایشگاه سال ۲۰۰۷ از تاریخ ۶ تا ۱۵ آوریل برگزار شد. روزهای ویژه بررسی رسانه‌ها نیز در تاریخ ۴ و ۵ آوریل برگزار شدند.

#### معرفی خودروهای تولیدی
- آئودی آر۸ ۲۰۰۸
- آئودی تی‌تی ۲۰۰۸
- اینفینیتی جی۳۷ کوپه ۲۰۰۸
- ب‌ام‌و ام۳ ۲۰۰۹
- ب‌ام‌و سری ۵ ۲۰۰۸
- بنتلی بروکلندز ۲۰۰۸
- بیوک لاکراس سوپر ۲۰۰۸
- بیوک لوسرن سوپر ۲۰۰۸
- پورشه ۹۱۱ توربو کابریولت ۲۰۰۸
- جیپ گرند چروکی ۲۰۰۸
- جیپ لیبرتی ۲۰۰۸
- سوبارو ایمپرزا ۲۰۰۸
- سوبارو ایمپرزا دبلیو آرایکس ۲۰۰۸
- سوبارو ترایبکا ۲۰۰۸
- سوزوکی اس‌ایکس۴ ۲۰۰۸
- فورد اف۱۵۰ نسخهٔ فوز ۲۰۰۸[۳۳۱]
- فورد اکسپدیشن نسخهٔ فانک‌مستر فلکس ۲۰۰۸[۳۳۱]
- فورد شلبی جی‌تی۵۰۰کی‌آر ۲۰۰۸[۳۳۱]
- فورد فلکس ۲۰۰۹
- فولکس‌واگن توارگ ۲ ۲۰۰۸
- فولکس‌واگن جتا اسپورت‌واگن ۲۰۰۸
- کادیلاک اس‌تی‌اس ۲۰۰۸
- کالوی سی۱۶ کانورتیبل (کروکی) ۲۰۰۸
- لکسوس ال‌ایکس ۵۷۰ ۲۰۰۸
- مرسدس-بنز سی‌ال۶۵ آام‌گ ۲۰۰۸
- مرسدس-بنز سی‌ال‌کا۶۳ آام‌گ سری بلک ۲۰۰۸
- مرسدس-بنز کلاس-سی ۲۰۰۸
- نیسان نیسمو ۳۵۰زد ۲۰۰۷
- ولوو ایکس‌سی۷۰ ۲۰۰۸
- ولوو وی۷۰ واگن ۲۰۰۸
- هامر اچ۲ ۲۰۰۸
- هامر اچ۳ آلفا ۲۰۰۸
- هوندا اس۲۰۰۰ سی‌آر ۲۰۰۸

#### معرفی خودروهای مفهومی
- اینفینیتی ئی‌ایکس مفهومی
- تویوتا اف‌تی-اچ‌اس
- شورلت بیت مفهومی
- شورلت ترکس مفهومی
- شورلت گروو مفهومی
- لکسوس ال‌اف‌ای مفهومی
- مزدا ناگاره
- هیوندای جنسیس مفهومی

### ۲۰۰۶
نمایشگاه سال ۲۰۰۶ از تاریخ ۱۴ تا ۲۳ آوریل برگزار شد. روزهای ویژه بررسی رسانه‌ها نیز در تاریخ ۱۲ و ۱۳ آوریل برگزار شدند.

#### معرفی خودروهای تولیدی
- آکورا آردی‌ایکس ۲۰۰۷
- آئودی ای۴ و اس۴ کابرولت (کروکی) ۲۰۰۷
- آئودی تی‌تی ۲۰۰۷
- اینفینیتی جی۳۵ سدان ۲۰۰۷
- ب‌ام‌و زد۴ و ام کوپه ۲۰۰۷
- بنتلی کانتیننتال جی‌تی‌سی ۲۰۰۷
- جیپ پاتریوت ۲۰۰۷
- جیپ رانگلر آنلیمیتد ۲۰۰۷
- ساترن آئورا ۲۰۰۷
- ساترن اسکای رد لاین ۲۰۰۷
- ساترن اوت‌لوک ۲۰۰۷
- سالین/پارنلی جونز موستانگ نسخهٔ محدود ۲۰۰۷
- سایون تی‌سی آراس ۲٫۰ (رنگ آبی بلیتز میکا) ۲۰۰۶
- سوبارو ایمپرزا دبلیوآرایکس اس‌تی‌آی لیمیتد ۲۰۰۷
- سوبارو لگاسی اسپک بی ۲۰۰۷
- سوزوکی ایکس‌ال۷ ۲۰۰۷
- فورد شلبی جی‌تی-اچ ۲۰۰۶
- کرایسلر ۳۰۰ با فاصلهٔ محورهای افزایش‌یافته ۲۰۰۷
- کیا سورنتو ۲۰۰۷
- لکسوس ال‌اس ۶۰۰اچ ال ۲۰۰۷
- مرسدس-بنز کلاس-ئی ۲۰۰۷
- مزدااسپید۳ ۲۰۰۶ (معرفی در آمریکای شمالی)
- مزدا سی‌ایکس-۹ ۲۰۰۷
- میتسوبیشی آوت‌لندر ۲۰۰۷
- مینی کوپر وورکس جی‌پی ۲۰۰۶
- نیسان آلتیما ۲۰۰۷
- نیسان ماکسیما ۲۰۰۷
- ولوو ایکس‌سی۹۰ ۲۰۰۷
- هیوندای الانترا ۲۰۰۷

#### معرفی خودروهای مفهومی
- آکورا ام‌دی‌ایکس مفهومی
- پونتیاک جی۶ جی‌ایکس‌پی مفهومی
- ساترت پری‌وئو
- سایون فیوز
- هوندا المنت اس‌سی مفهومی

### ۲۰۰۵

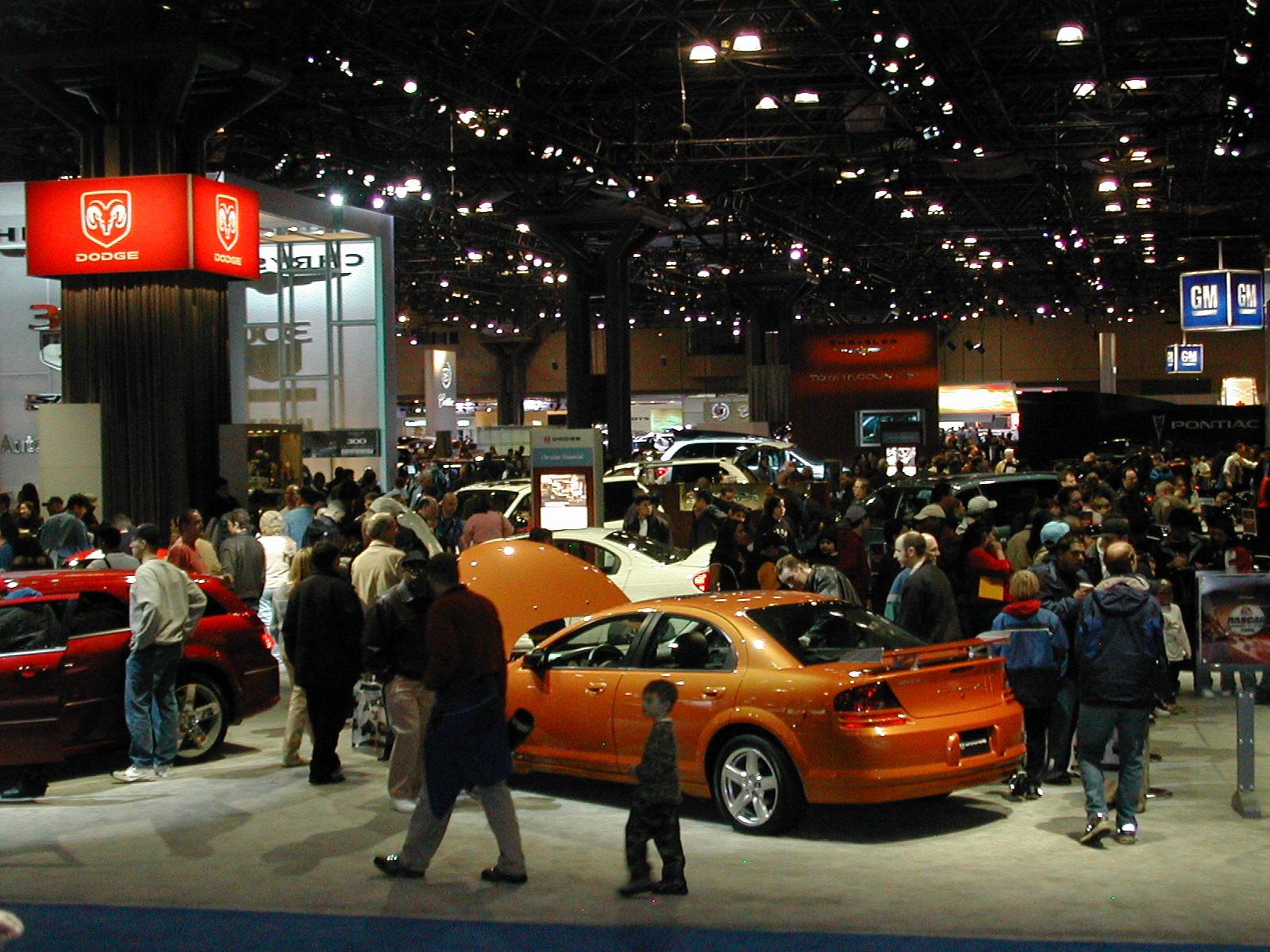
نمای یکی از بخش‌های نمایشگاه سال ۲۰۰۵

نمایشگاه سال ۲۰۰۵ در ۲۵ مارس آغاز شد و بیش از هزار مدل خودروی سواری، شاسی‌بلند، وانت و مدل‌های مفهومی از شرکت‌های خودروسازی مختلف جهان در این نمایشگاه به نمایش درآمدند.

#### معرفی خودروهای تولیدی
- ایسوزو سری-آی ۲۰۰۶
- ب‌ام‌و ۳۲۵آی ۲۰۰۶
- بنتلی کانتیننتال فلایینگ اسپار ۲۰۰۶
- جیپ کامندر ۲۰۰۶
- جیپ گرند چروکی اس‌آرتی-۸ ۲۰۰۶
- دوج چارجر اس‌آرتی-۸ ۲۰۰۶
- سوبارو فورستر ۲٫۵ ایکس‌تی لیمیتد ۲۰۰۶
- سوبارو فورستر نسخهٔ ال.ال. بین ۲۰۰۶
- شلبی کبرا جی‌تی۵۰۰ (فورد موستانگ) ۲۰۰۶
- شورولت تریل‌بلیزر اس‌اس ۲۰۰۶
- شورلت ملیبو ۲۰۰۶[۳۳۳]
- شورلت ملیبو مکس اس‌اس ۲۰۰۶
- فراری اف۴۳۰ اسپایدر ۲۰۰۶
- فورد جی‌تی ۲۰۰۵
- کادیلاک ایکس‌ال‌آر#ایکس‌ال‌آر-وی ۲۰۰۶
- لکسوس جی‌اس ۴۵۰اچ ۲۰۰۶
- مرسدس-بنز کلاس-آر ۲۰۰۶
- میتسوبیشی لنسر اوولوشن ۹ ۲۰۰۵
- هیوندای آزرا ۲۰۰۶
- هیوندای اکسنت ۲۰۰۶

#### معرفی خودروهای مفهومی
- سایون تی۲بی
- سوزوکی کانسپت ایکس۲
- فورد اکسپلورر اسپورت ترک آدرنالین اس‌وی‌سی مفهومی
- نیسان اسپورت مفهومی

### ۲۰۰۴
خودروهای به نمایش درآمده در نمایشگاه سال ۲۰۰۴:

#### معرفی خودروهای تولیدی
- آئودی آ۶ ۴٫۲ ۲۰۰۵
- اینفینیتی کیو۴۵ ۲۰۰۵[۳۳۴]
- بنتلی آرنیج تی ۲۰۰۵
- جگوار ایکس‌جی ۲۰۰۵
- جیپ گرند چروکی ۲۰۰۵
- جیپ لیبرتی ۲۰۰۵
- ساب ۹–۷ایکس ۲۰۰۵
- سوزوکی فورنزا واگن ۲۰۰۵
- فورد اسکیپ هایبرید ۲۰۰۵
- کادیلاک اس‌تی‌اس ۲۰۰۵
- کیا اسپکترا ۲۰۰۵
- لندروور ال‌آر۳ ۲۰۰۵
- مرسدس-بنز اس‌ال۶۵ آام‌گ ۲۰۰۵
- مینی کوپر کانورتیبل (کروکی) ۲۰۰۵
- نیسان آلتیما اس‌ئی-آر ۲۰۰۵
- نیسان اکسترا ۲۰۰۵

#### معرفی خودروهای مفهومی
- آکورا آرال پروتوتایپ
- آئودی آراس‌کیو
- اینفینیتی ام۴۵ مفهومی
- بیوک ولیت
- لکسوس ال‌اف-سی
- لینکلن زفیر مفهومی

### ۲۰۰۳
خودروهای به نمایش درآمده در نمایشگاه سال ۲۰۰۳:

#### معرفی خودروهای تولیدی

##### رونمایی جهانی
- میتسوبیشی دیامانت (به عنوان نسخهٔ صادراتی میتسوبیشی مگنا که در استرالیا تولید می‌شد)

#### معرفی خودروهای مفهومی
- آکورا تی‌ال
- تویوتا پریوس (ایکس‌دبلیو۲۰)
- کرایسلر ۳۰۰سی
- لکسوس اچ‌پی-ایکس

### ۲۰۰۲
خودروهای به نمایش درآمده در نمایشگاه سال ۲۰۰۲:

#### رونمایی جهانی
- اینفینیتی ام۴۵ ۲۰۰۳
- اینفینیتی جی۳۵ ۲۰۰۳
- بیوک پارک اونیو ۲۰۰۳ (فیس‌لیفت)
- ساترن آیون ۲۰۰۳
- ساترن سری-ال ۲۰۰۳ (فیس‌لیفت)
- فورد کراون ویکتوریا ۲۰۰۳ (فیس‌لیفت)
- کرایسلر پاسیفیکا ۲۰۰۴
- لندروور دیسکاوری ۲۰۰۳ (فیس‌لیفت)
- لینکلن اوییتور ۲۰۰۳
- نیسان مورانو ۲۰۰۳
- هوندا المنت ۲۰۰۳

#### رونمایی در آمریکای شمالی
- مزدا۶ استیت ۲۰۰۳

### ۲۰۰۱
خودروهای به نمایش درآمده در نمایشگاه سال ۲۰۰۱:

#### رونمایی جهانی
- آکورا آراس‌ایکس[۳۳۶]
- اینفینیتی آی۳۵
- سوبارو اوت‌بک اچ۶–۳٬۰ وی‌دی‌سی سدان[۳۳۷]
- فورد فوکوس اس۲
- فورد فوکوس زدایکس۵
- لندروور دیسکاوری سری ۲ کالاهاری[۳۳۸]
- میتسوبیشی لنسر[۳۳۹]
- نیسان آلتیما
- هوندا سیویک اس‌آی[۳۳۹]

#### رونمایی در آمریکای شمالی
- آئودی ای۴[۳۳۹]
- استون مارتین وی۱۲ ونکویش[۳۳۹]
- جگوار نوع ایکس[۳۳۹]
- کیا سدونا
- مرسدس-بنز جی۵۰۰[۳۳۹]
- مرسدس-بنز کلاس-سی اسپورتس‌کوپه

#### معرفی خودروهای مفهومی
- تویوتا روکسی اکو مفهومی
- تویوتا ماتریکس مسابقه‌ای مفهومی
- کرایسلر پی‌تی کروزر کانورتیبل (کروکی) مفهومی[۳۳۹]
- سوزوکی اس‌ایکس مفهومی[۳۳۹]
- لندروور فری‌لندر کنزینگتون مفهومی
- لینکلن ام‌کا۹ مفهومی[۳۴۰]
- نیسان چاپو[۳۳۹]
- هامر اچ۲ سات مفهومی[۳۳۹]
- هیوندای ال‌زد۴۵۰ مطالعاتی

### ۲۰۰۰
خودروهای به نمایش درآمده در نمایشگاه سال ۲۰۰۰:

#### رونمایی جهانی
- اینفینیتی کیو۴۵ ۲۰۰۲
- پانوز اسپرانت
- شورولت ونچر ۲۰۰۱ (فیس‌لیفت)
- کرایسلر سبرینگ کانورتیبل ۲۰۰۱
- لکسوس اس‌سی۴۳۰ ۲۰۰۱[۳۴۱]

#### معرفی خودروهای مفهومی
- کیا ریو اس‌وی مفهومی

## دهه ۱۹۹۰

### ۱۹۹۹
خودروهای به نمایش درآمده در نمایشگاه سال ۱۹۹۹:

#### رونمایی جهانی
- آکورا آرال ۲۰۰۰ (فیس‌لیفت)
- اولدزموبیل آرورا ۲۰۰۱
- اینفینیتی آی۳۰ ۱۹۹۹
- ب‌ام‌و ۳۲۳سی‌آی ۲۰۰۰
- ب‌ام‌و ۳۲۸سی‌آی ۲۰۰۰
- بیوک سنچری ۲۰۰۰
- پونتیاک فایربرد ترنس ام «سی‌امین سالگرد»
- پونتیاک فایربرد ترنس ام کروکی «سی‌امین سالگرد»
- پونتیاک فایربرد ترنس ام «سی‌امین سالگرد» خودروی سرعتی مسابقات دیتونا ۵۰۰
- پونتیاک سانفایر
- ساب ۹–۳ ویگن ۲۰۰۰
- ساترن سری-ال ۲۰۰۰
- سوبارو لگاسی جی‌تی ۲۰۰۰ (سدان و استیشن)[۳۴۲]
- شورولت کاوالیر زد۲۴ کوپه ۲۰۰۰
- شورولت کاوالیر سدان ۲۰۰۰
- شورولت کاوالیر کانورتیبل (کروکی) ۲۰۰۰
- شورولت مونت کارلو اس‌اس ۱۹۹۹
- فورد تاروس ۲۰۰۴[۳۴۳]
- مزدا ام‌پی‌وی ۲۰۰۰
- میتسوبیشی اکلیپس ۲۰۰۰
- میتسوبیشی مونترو اسپورت[۳۴۲]
- نیسان پت‌فایندر ۱۹۹۹
- ولوو اس۸۰ ۱۹۹۹

#### معرفی خودروهای مفهومی
- ایسوزو وی‌ایکس-او۲[۳۴۲]
- جمس یوکان وانت نمایشی[۳۴۲]
- دوج کاروان آر/تی مفهومی
- شورولت ساب‌اوربان وانت نمایشی[۳۴۲]
- نیسان تینو مفهومی[۳۴۲]